# Helga Estby
Helga Estby, född 1860, död 1942, var en norsk invandrare i USA. Hon och hennes dotter Clara (1877–1950) blev kända för att de 1896 fotvandrade över hela den amerikanska kontinenten. 

## Biografi
Hon födde nio barn och var sedan 16 års ålder gift med den norskättade Ole Estby. 

### Tävlingen och vandringen
Mor och dotter Estby 1896 i en omskriven tävling för ett pris utlovat av tidningen New York World. Priset bestod av 10 000 dollar som de behövde för att kunna behålla familjens gård, som var hotad av tvångsförsäljning och som de hade köpt nio år tidigare i den mindre orten Mica Creek. Gården var belägen i den östra delen av delstaten Washington. Priset skulle betalas ut till den första kvinna som gick till fots över den amerikanska kontinenten, och den tävlande fick bara ha med sig 5 dollar vid starten. De skulle gå i på den tiden moderna och praktiska klänningar. Dräkten kallades "reform dress", och klänningen gick bara till på halva vaden.
Vandringen inleddes 6 maj 1896. Efter att gått 5 630 kilometer från staden Spokane i Washington anlände de till New York på dagen före julafton 1896. I tävlingen (vadslagningen) ingick att de skulle besöka huvudstaden i varje delstat som de vandrade igenom. Staden Spokane ligger inte vid västkusten utan i den östra delen av delstaten Washington. Avståndet till Stilla havet i väster är 643 kilometer.
Eftersom vägnätet var dåligt gick de långa sträckor på banvallarna till järnvägar, och järnvägsbolagens personal lade på eget initiativ ut mat och vatten utefter rälsens sträckning. Mor och dotter var beväpnade med revolver och pepparrevolver. De tvingades skjuta varningsskott vid ett tillfälle, och vid ett annat tillfälle sköt Helga en hotfull man i underbenet utan att det blev någon polissak av det hela.
Många samtida kritiserade Helga för att hon hade givit sig ut på en så farlig färd, och hon utsattes senare även för kritik från de norskättade nybyggarna i hemstaden. En del ansåg att hon inte varit ansvarsfull mot sin familj och utsatt sig själv och sin dotter för omotiverade risker. Under hennes årslånga frånvaro från hemmet avled två av hennes barn.
Vid ankomsten till New York vägrade sponsorn av tävlingen att betala och uppgav att kvinnorna hade missat den tidsfrist som satts upp. De fick därför inte ut något pris. Det är ännu denna dag okänt vem sponsorn var, men man tror att det var en framgångsrik kvinna i modebranschen i New York. Det är också okänt om Helga själv kände till vem som hade satt upp priset. 
Vandringen över kontinenten fick mycket uppmärksamhet. Den tog totalt 232 dagar, varunder vandrarduon slet ut 32 par skor. De vandrade över berg, öknar och slätter, överlevde en attack från stråtrövare, översvämningar, snöstormar och dagar utan mat. De kom att få möta borgmästare och guvernörer, tältade med indianer och besökte 1896 den då nyvalde presidenten William McKinley.
Mor och dotter lyckats först efter stora svårigheter återvända till familjens gård, bara för att konstatera att två av hennes barn hade dött i difteri i hennes frånvaro. Gården tvångsförsåldes senare.

### Andra aktiviteter
Helga Estby var senare aktiv rösträttskämpe och skrev senare i livet sina memoarer. Hennes efterlämnade anteckningar och manus brändes av två av hennes döttar sedan hon avlidit 1942. Hennes historia bevarades delvis i släkten genom muntlig tradition och genom att tidningsurklipp från lokaltidningarna sparats av hennes svärdotter.

## Eftermäle
Professor Linda Lawrence Hunt gav 2004 ut en bok (Bold Spirit: Helga Estby's Forgotten Walk Across Victorian America) som väckte stor uppmärksamhet samt erhöll flera priser. Den låg en tid på topplistorna i USA över mest sålda böcker. Boken bygger på familjens berättelse och tidningsartiklar som skrevs i lokalpressen under parets vandring från delstat till delstat. I boken lämnas dock inte några uppgifter om vad som sedan hände dottern Clara.
2011 publicerade Claras ättling Carole Estby Dagg boken The Year We Were Famous. Detta var en bok för young adult-läsare, och något fiktionaliserad.